# إدوارد كولين (كاهن كاثوليكي)
إدوارد كولين (بالإنجليزية: Edward Peter Cullen)‏ هو كاهن كاثوليكي أمريكي، ولد في 15 مارس 1933 في فيلادلفيا في الولايات المتحدة.